# Кухня фьюжн

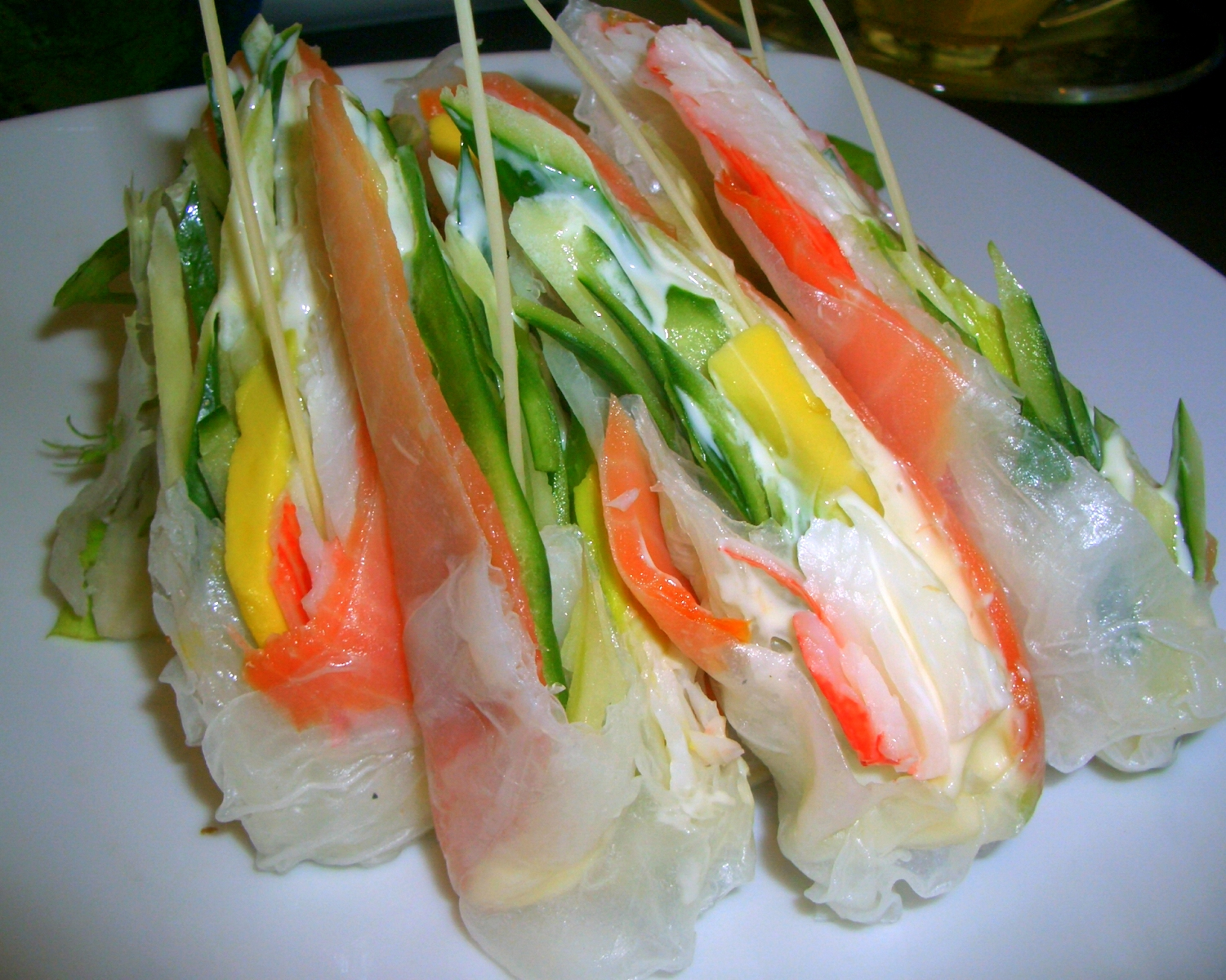
Пример блюда фьюжн: сочетание копчёного лосося, завернутого в рисовую бумагу, с авокадо, огурцом и крабовыми палочками

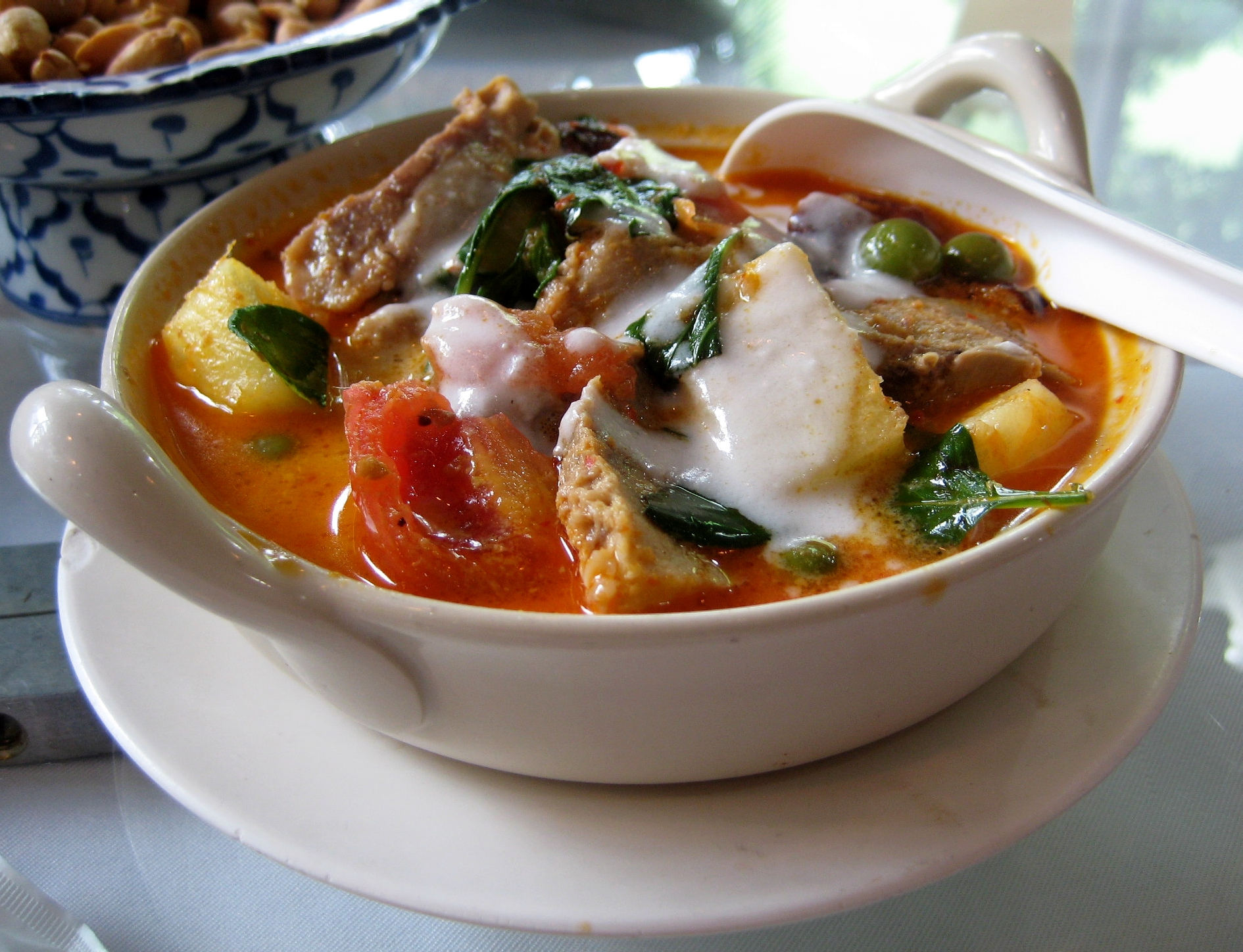
Тайское карри с жареной уткой (Kaeng phet pet yang) является примером ранней кухни фьюжн в космополитичном дворе королевства Аюттхая. В блюде сочетаются тайское красное карри, китайская жареная утка и виноград иранского происхождения

Кухня фьюжн, фьюжн-кухня (англ. fusion cuisine) — кухня, сочетающая элементы различных кулинарных традиций. Кухни этого типа не относят к какой-то конкретной кухне, они играют роль в инновациях многих современных ресторанных кухонь, начиная с 1970 года.

## Категории и виды
Фьюжн-еда является общим термином, обозначающим сочетание различных видов кухонь, и имеет несколько разновидностей. Региональный фьюжн сочетает различные кухни региона или подрегиона. Азиатские фьюжн рестораны, сочетающие кухни разных стран Азии, приобрели популярность во многих регионах США и Великобритании. В их меню часто фигурируют рядом восточные, юго-восточные и южные азиатские блюда, а также блюда, основанные на сочетании соответствующих кухонь. Калифорнийскую кухню считают фьюжн культурой, она черпает вдохновение из итальянской, французской, восточно-азиатской и мексиканской кухонь, идеи европейских магазинов деликатессен, создавая традиционные блюда с нетрадиционными ингредиентами, например такие как калифорнийская пицца. Другим примером этого стиля является текс-мекс, объединяющая мексиканскую и юго-западную американскую кухни, и гавайская кухня, в которой сочетаются кухни многих островных народов. В Великобритании примером ранней фьюжн кухни можно считать рыбу с картофелем фри (англ. Fish and Chips), поскольку в ней сочетаются компоненты с еврейской, французской и бельгийской кухонь.
В Австралии, из-за активного потока мигрантов, фьюжн-кухню открывают заново, и она стремительно становится нормой во многих кафе и ресторанах. Ещё одно воплощение фьюжна задействует более эклектичный подход, в котором оригинальные блюда готовят из ингредиентов из разных кухонь и регионов. Такие рестораны могут предлагать широкий спектр блюд, вдохновлённых сочетанием различных региональных кухонь с новыми идеями. Малайзийская кухня является ещё одним популярным примером фьюжна, сочетая малайскую, яванскую, малайзийскую, китайскую и индийскую кухни, с некоторым влиянием тайской, португальской, нидерландской и британской кухонь.
Еду, базирующаяся на одной культуре, но приготовленную с использованием ингредиентов и вкусов, присущих другой культуре, также считается одни из видов фьюжна. Например, пиццу с чеддером, пряным сыром, сальсой, пережаренными бобами или другими распространёнными ингредиентами тако, часто продают под названием «Пицца тако» (англ. Taco Pizza). В этом блюде сочетаются итальянская и мексиканская кухни. Похожим подходом пользовались и в случае с фьюжн-суши: приготовление маки с разными видами риса и ингредиентов, например, карри и рис басмати, сыр и сальса с испанским рисом, острый бараний фарш с каперсами, завернутыми в рис по-гречески и листья винограда и напоминающий своим видом долму наизнанку. Некоторые фьюжн кухни стали восприниматься как отдельные национальные, как в случае с перуанской кухней никкей (англ. Peruvian Nikkei cuisine), которая сочетает японские специи и приправы с перуанскими ингредиентами вроде перуанского перца чили ахи и морепродуктов. Квинтэссенцией этой кухни является блюдо «Маки асевичадо (исп. Maki Acevichado), или севиче ролл, в состав которого входят перуанская маринованная рыба, завернутая в рис, авокадо или водоросли».

## История
Одним из пионеров кухни фьюжн является Вольфганг Пак. Однако его ресторан, Chinois on Main, назван термином, который придумал Ричард Винг, соединивший в 1960 году французскую и китайскую кулинарию в бывшем ресторане Imperial Dynasty в Ханфорде, штат Калифорния.
Успех ресторанов с фьюжн блюдами зависит от нескольких факторов, среди которых:
- культурное разнообразие клиентуры,
- их опыт и шаблоны путешествия,
- их кулинарная утончённость и открытость для новых кулинарных впечатлений.